# Бельгард, Роже I де Сен-Лари
Роже I де Сен-Лари де Бельгард (фр. Roger I de Saint-Lary de Bellegarde; после 1522 — 20 декабря 1579, Салуццо) — фаворит Генриха III, маршал Франции.

## Биография
Старший сын Перотона де Сен-Лари, барона де Бельгарда, и Маргерит д’Орбессан.
Несмотря на то, что был старшим сыном, предназначался для духовной карьеры, носил титул прево д’У. Проходил обучение в Авиньоне, но после ссоры с одноклассником, закончившейся убийством, в 1553 был вынужден бежать и укрыться у своего двоюродного дяди маршала де Терма, воевавшего на Корсике. В 1554—1557 воевал с имперцами в Пьемонте. В 1556 де Терм назначил его знаменосцем роты всадников.
В 1557 под командованием маршала де Бриссака служил при осадах Вальфенеры, Кераско и блокаде Фоссано. После битвы при Сен-Кантене вернулся во Францию с войсками, отступившими из Пьемонта.
В 1558 участвовал в осаде Кале и битве при Гравелине, и в том же году получил лейтенантство в роте своего дяди.
После смерти маршала де Терма, в 1562 был назначен графом де Рецем лейтенантом роты жандармов, участвовал в осадах Буржа войсками Карла IX и Руана войсками Франсуа де Гиза. Во время осады Руана был послан рекогносцировать вражеские укрепления и получил две пули из аркебузы в щит, которым прикрывал спину.
Граф де Рец, ставший покровителем Бельгарда, представил его при дворе и взял в 1564 в свиту  короля и Екатерины Медичи во время поездки в Прованс. В том же году он добился для Бельгарда от короля Филиппа II командорства ордена Калатравы в Гаскони, с рентой в 1500 дукатов.
В 1565 Бельгард и Брантом, как и многие дворяне, отправились добровольцами на Мальту, осажденную турецкими войсками, но прибыли на остров уже после снятия осады. По словам Брантома, Бельгард, отличавшийся обходительностью, был с честью принят великим магистром, а затем маркизом де Пескарой и другими испанскими и итальянскими офицерами.
27 октября 1567 получил Итальянский пехотный полк, с которым действовал в Пьемонте до подписания в 1570 мирного договора, и близко познакомился с Эммануэлем-Филибертом Савойским. В феврале 1569 произведен в лагерные маршалы.

## Фаворит Генриха III
В начале 1570-х годов стал приближенным Генриха Анжуйского, служил с ним при осаде Ла-Рошели в 1573, где был ранен на бастионе Евангелия. Отправился с принцем в Польшу; тайно уехал оттуда раньше своего сюзерена, вывезя из страны, по его поручению, королевские драгоценности и важные документы.
По дороге во Францию Бельгард, уже находившийся к тому времени на содержании герцога Савойского и ставший его агентом влияния при французском дворе, присоединился к королю. С помощью Бельгарда герцог надеялся добиться вывода французских гарнизонов из Пиньероля, Савильяно и Перозы, и ему это удалось, так как, проезжая через Турин, Генрих III отдал савойцам эти города. Подобная уступка вызвала возмущение в Париже и протесты канцлера Рене де Бирага и губернатора заальпийских территорий герцога Неверского, но Екатерина предпочла уступить сыну.
6 сентября 1574 в Бургуане, к большому недовольству герцога Неверского король назначил Бельгарда маршалом Франции, на место маршала Бурдийона.
Назначенный командовать армией Дофине, Бельгард взял Грас, Лориоль, Руанак, в декабре начал осаду Ливрона, а 26-го предпринял неудачный штурм.
В 1575 вместе с Ги де Пибраком был назначен в посольство в Польшу, дабы убедить поляков оставить корону за Генрихом III и принять от него вице-короля. Недовольный тем, что за все услуги его наградили лишь губернаторством Дофине (Екатерина Медичи, зная о его связях с савойцами, препятствовала назначению на высокий придворный чин), маршал воспользовался отъездом из Парижа и бежал в Пьемонт.
Вернувшись в 1577 во Францию, он 23 мая был назначен вместе с маршалом Дамвилем командовать армией в Лангедоке. В июне начал кампанию во главе корпуса, состоявшего из полка Крийона, четырёх других полков, пяти ордонансовых рот и нескольких рот шеволежеров. Отступавшие кальвинисты оставили Монфрен, маршал штурмом взял Бефусс, где перебил всех жителей, после чего встал лагерем у Маргерита, в лье от Нима, окрестности которого он разграбил. Предпринятая Бельгардом осада Монпелье была неудачной
4 октября соединился с войсками маршала де Реца, и закончил кампанию осадой Менерба в Конта-Венессене.

## Мятеж
31 декабря 1578 был пожалован в рыцари учрежденного королём ордена Святого Духа. К этому времени Бельгард, недовольный тем, что губернатором Салуццо назначили не его, а Шарля де Бирага, уже провел в Лангедоке тайные переговоры с агентами Испании и Савойи, и в начале 1579 года снова бежал в Пьемонт, ставший его обычным убежищем. Из-за своего предательства ордена он так и не получил, и в списках кавалеров не значится.
Набрав отряд наемников, Бельгард захватил Карманьолу, а в июне 1579 овладел маркизатом Салуццо, последним французским владением в Италии, изгнав оттуда де Бирага, и начал переговоры с Савойей о продаже этого владения.
Чтобы сохранить важную альпийскую позицию, Екатерине Медичи пришлось лично вступить с мятежником в переговоры. 17 октября 1579 в Монлюэле было заключено соглашение, по которому Бельгард приносил присягу королю в обмен на губернаторство в Салуццо. Через три месяца маршал умер, и современники, в том числе Брантом, были уверены, что его отравили по приказу королевы-матери.

## Семья
Жена (20.08.1565): Маргарита де Салуццо, дочь Джованни-Франческо-Марии ди Салуццо, сеньора де Карде (ум. 1539), и Филиберты Бланш де Миолан (ум. 1531), вдова маршала де Терма, наследница Салуццо. Брак с папского разрешения, полученного благодаря герцогу Савойскому
Дети:
- Сезар де Сен-Лари (ум. 1587). Жена: Жанна де Лион, дочь Антуана де Лиона, сеньора де Прёйи, и Жанны де Шатонёф де Пьер-Бюфьер
- Маргерит де Сен-Лари. Муж: Жозеф де Ла, сеньор де Тюль